# Peter Corterier
Peter Corterier (ur. 19 czerwca 1936 w Karlsruhe, zm. 22 lutego 2017) – niemieck polityk i prawnik, parlamentarzysta krajowy i europejski, sekretarz stanu.

## Życiorys
Syn deputowanego SPD i działacza opozycji antynazistowskiej Fritza Corteriera. Studiował prawo na uniwersytetach we Fryburgu Bryzgowijskim, Heidelbergu oraz Bonn, kształcił się też w Deutsche Universität für Verwaltungswissenschaften Speyer. W 1972 doktoryzował się na Uniwersytecie Fryderyka Wilhelma w Bonn na podstawie pracy poświęconej kompetencjom Reichstagu w drugiej połowie XVIII wieku. Zdał państwowe egzaminy prawnicze pierwszego i drugiego stopnia. Praktykował jako adwokat, a następnie pracował w ministerstwie budownictwa i planowania przestrzennego.
Wstąpił do Socjaldemokratycznej Partii Niemiec. Od 1965 był wiceprzewodniczącym, a od 1967 do 1969 federalnym przewodniczącym partyjnej młodzieżówki Jusos. W latach 1969–1983 zasiadał w Bundestagu, ponownie należał do niego w latach 1984–1987 w miejsce Rainera Offergelda. Był oddelegowany do Parlamentu Europejskiego (1973–1977), Zgromadzenia Parlamentarnego Rady Europy oraz do Zgromadzenia Parlamentarnego NATO, gdzie był przewodniczącym (1982–1983). Od 1982 do 1987 kierował Atlantic Treaty Association, organizacją wspierającą NATO. Pomiędzy 1982 a 1983 pełnił funkcję sekretarza stanu w Ministerstwie Spraw Zagranicznych.

## Odznaczenia
Odznaczony Krzyżem Wielkim I Klasy Orderem Zasługi Republiki Federalnej Niemiec oraz Orderem Zasługi (Portugalia).